# Rhynchonelliformea
Rhynchonelliformea è un subphylum di Brachiopoda; corrisponde ad una revisione della classe Articulata delle classificazioni tassonomiche tradizionali.  I brachiopodi Rhynchonelliformea sono presenti sin dal Cambriano inferiore fino ai giorni nostri. In questo subphylum è compresa la grande maggioranza dei moderni brachiopodi.

## Descrizione
I brachiopodi Rhynchonelliformea, sono, secondo la definizione della classe Articulata, con le due valve articolate fra di loro e con un'attaccatura del peduncolo ben sviluppata, la presenza di denti e fossette, un delthyrium e brachidium. Non hanno ano ed il guscio è generalmente calcareo. Il sistema muscolare formato da adduttori e abduttori.
Nella classificazione rivista negli anni '90, basata sul materiale che costituisce le conchiglie, include Rhynchonelliformea nella classe Calciata, con la conchiglia in calcite.  Le forme delle conchiglie variano dall'essere globalmente lisce ad avere strie fortemente marcate, dal possedere cerniere con larghi dentelli a praticamente nessuna cerniera. La maggioranza è biconvessa. I lofofori possono avere sia la forma a disco che spiralata. Anche se vi sono queste numerose differenze morfologiche nell'ordine, tutte le specie sono filogeneticamente consistenti.
Le conchiglie in Rhynchonellida possono avere pieghe molto pronunciate, con una linea dorsale mediana e solchi. Invece, per Terebratulida, la conchiglia è liscia. La maggioranza delle conchiglie non hanno la perforazione nota come punctae, tranne in alcune specie di Rhynchonellida.

## Sistematica
La differenza principale fra Rhynchonelliformea descritti nel Treatise on Invertebrate Paleontology Parte H (edizione rivista 2000/2007) e Articulata del Treatise part H, ed. 1965, risiede nei gruppi e nella loro posizione tassonomica. 
Nella classificazione del 1965, la classe Articulata era divisa in sei ordini: Orthida, Pentamerida, Rhynchonellida, Spiriferida, Terebratulida e Strophomenida. Orthida, Pentamerida, Rhynchonellida, Spiriferida e Terebratulida sono stati poi uniti in Rhynchonellata, mentre Strophomenida ha cambiato nome in Strophomenata quando furono aggiunti i Orthotetida e Billingsellida. Gli ordini Obolellata e Kutorginata erano in precedenza inclusi fra gli Inarticulata, ma sono da allora stati riconosciuti come Articulata. L'antico ordine Spiriferida è stato rivisitato dalla nuova classificazione, includendo gli Spiriferida rivisitati, gli Atrypida, Athyridida e Spiriferinida, ognuno con una propria derivazione filogenetica. Questi erano originalmente sottordini di Spiriferida, che combinava i brachiopodi con un brachidio a spirale, indipendentemente dalla conchiglia o dall'orientamento e lunghezza della cerniera. Questa classificazione più recente riconosce il brachidio a spirale come un elemento di convergenza evolutiva.
Rhynchonelliformea (ossia Articulata rivisitata) è ora diviso in cinque ordini: Obolellata, Kutorginata, Chileata, Strophomenata e Rhynchonellata. I Strophomenata e Rhynchonellata sono tuttora esistenti, con Rhynchonellata il gruppo più numeroso di brachiopodi oggigiorno, mentre Stromphomenata è molto più ridotto. Chileata, Kutorginata e Obolellata sono oggi estinti. I brachiopodi Obolellata e Kutorginata sono vissuti esclusivamente nel Cambriano, mentre i Chileata si sono sviluppati fino al Paleozoico.

### Ordini estinti
- †Chileata
- †Kutorginata
- †Obolellata

### Ordini viventi
- Rhynchellata
- Strophomenata